# NGC 6169
NGC 6169 (również OCL 984 lub ESO 276-SC5) – gromada otwarta znajdująca się w gwiazdozbiorze Węgielnicy. Odkrył ją John Herschel 1 czerwca 1834 roku.